# Асуанская плотина (1902)
Асуанская плотина (арабский: سد أسوان‎) — египетская гидроэлектростанция с общей номинальной мощностью 592 МВт, нижняя контррегулирующая ступень Асуанского гидроузла. Станция располагается на месте бывших Асуанских порогов около одноимённого города, и её первоначальным предназначением было обеспечение судоходства на реке; с 1960 года гидроузел является также электростанцией.

## История

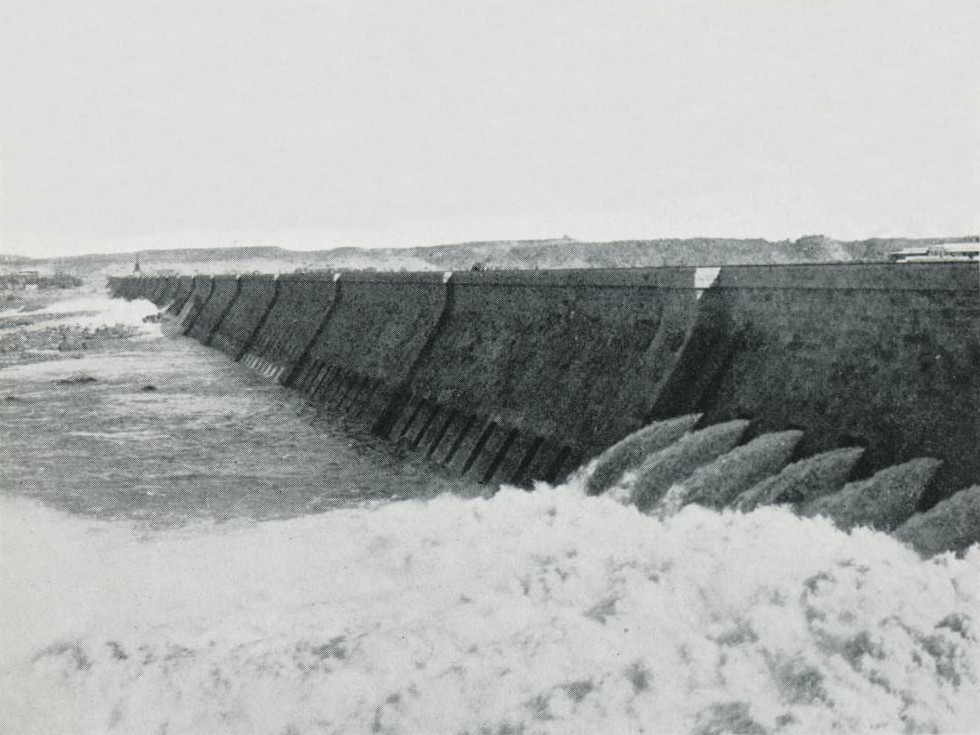
Вид на плотину в 1906 году.

После победы в 1882 году в англо-египетской войне, приведшей к оккупации Египта, британцы начали строительство Асуанской плотины в 1898 году. Местом строительства плотины на Ниле была выбрана нижняя по течению часть бывших Асуанских порогов, которая не позволяла осуществлять перевозки по реке и расположена примерно в 1000 км от устья реки и в 690 км к югу от Каира. Разработку проекта возглавлял Уильям Уилкокс. Асуанская плотина была спроектирована как гравитационная контрфорсная плотина, в опорных секциях которой расположены многочисленные ворота для пропуска паводков. Для обеспечения судоходства проектом предусматривался однониточный шлюз на левом берегу реки. Первоначальный проект плотины не предусматривал её использования для производства электричества. Плотина строилась из бутовой кладки и облицовывалась красным тесаным гранитом.  Строительство продолжалось до 1902 года, официальная церемония открытия во главе с герцогом Коннаутским состоялась 10 декабря 1902 года. 
На момент постройки Асуанская плотина была самой большой каменной дамбой в мире. 
Позднее, между 1907 и 1912 годами и между 1929 и 1933 годами, осуществлялись проекты по увеличению высоты плотины с целью увеличения активного объёма её водохранилища. Первоначальная высота плотины 21,5 м была в конечном итоге увеличена до 35,5 м. 
В 1960 году был построен первый машинный зал ГЭС с семью гидроагрегатами по 40 МВт, в 1985–1986 гг. был добавлен второй машинный зал ГЭС, с четырьмя гидроагрегатами по 67,5 МВт. 
В 1970-х, после завершения строительства Высотной Асуанской плотины в 6 км вверх по течению Нила, старая Асуанская плотина стала контррегулирующей ГЭС для этой более мощной электростанции.